# El Milano
El Milano – gmina w Hiszpanii, w prowincji Salamanka, w Kastylii i León, o powierzchni 22,66 km². W 2011 roku gmina liczyła 133 mieszkańców.